# 야마모토 요시타카
야마모토 요시타카(일본어: 山本 義隆: 1941년 12월 12일- )는 일본의 과학사학자, 물리학자, 교육자, 학생운동가다. 1960년대 도쿄대 투쟁 당시 도쿄 대학교 전학공투회의 대표였다. 슨다이 예비학교의 물리과 강사를 역임했다. 아내는 장정가 야마모토 미치요다.
오사카부 출신으로, 오사카 시립 히가시 중학교, 오사카 부립 오테마에 고등학교 졸업. 1964년 도쿄 대학 이학부 물리학과 학사, 이후 도쿄 대학 물리학과 대학원에서 박사과정 중퇴. 이후 동 대학원에서 소립자론을 전공, 유카와 히데키가 소장으로 있는 교토대학 기초물리학연구소에 국내유학한다. 물리학자로서 촉망받는 인재였지만 학생운동에 투신하여 학교에서 쫓겨나듯 나왔기에 연구생활을 계속할 수 없었다.
1960년대 도쿄 베트남 반전회의 활동에 종사하여 도쿄대 전공투 의장을 맡았다. 1969년 야스다 강당 사건 직전에 경찰 수배를 받고 지하로 잠적했지만 같은 해 9월 히비야에서 전국전공투연합 결성대회장에서 경찰에 체포되었다. 니혼 대학 전공투 의장인 아키타 아케히로와 함께 당대 전공투의 상징적 존재였는데, 두 사람은 구치소에서 만났다.
1973년 도쿄 구치소에서 출소한 후에는 정치를 하지 않고 과학사 및 철학 분야의 번역가로 활동했다. 또한 예비학교(일본의 학원) 강사로 활동하여 슨다이 예비학교에서 물리학과 강사를 30년 이상 맡고 있다. 슨다이의 학원교재 「파란책(青本)」의 도쿄대 물리 입시문제 해설을 25년간 썼다. 학원 제자로 야마가타 히로오 등이 있다.
동일본 대지진 이전부터 원자력발전에 대한 경종을 울려왔고, 후쿠시마 발전소 사고 이후 『후쿠시마: 일본 핵발전의 진실』을 출판했다.

## 저서
- 『立法粉砕ー安保闘争へ向けて　　＜全国全共闘連合＞を結成せよー東大闘争の総括と展望ー』、1969年。
- 『東大闘争資料集』全23巻、'68・'69を記録する会 編、'68・'69を記録する会、1992年。
- 『磁力と重力の発見』1 古代・中世、みすず書房、2003年5月22日。ISBN 4-622-08031-1。
  - (한국어) 과학의 탄생 - 자력과 중력의 발견 (이영기 역)
- 『一六世紀文化革命』1、みすず書房、2007年4月16日。ISBN 978-4-622-07286-7。
  - (한국어) 16세기 문화혁명 (남윤호 역)
- 『福島の原発事故をめぐって　いくつか学び考えたこと』みすず書房、2011年8月25日。ISBN 978-4-622-07644-5。
  - (한국어) 후쿠시마, 일본 핵발전의 진실 - 우리도 반드시 알아야 할 (임경택 역)
- 『世界の見方の転換』1 天文学の復興と天地学の提唱、みすず書房、2014年3月20日。ISBN 978-4-622-07804-3。
  - 과학혁명과 세계관의 전환 1 - 천문학의 부흥과 천지학의 제창 (김찬현, 박철은 역)
- 『私の1960年代』週刊金曜日、2015年。ISBN 978-4-86572-004-4。
  - (한국어) 나의 1960년대 - 도쿄대 전공투 운동의 나날과 근대 일본 과학기술사의 민낯 (임경화 역)
- 『近代日本一五〇年 -科学技術総力戦体制の破綻-』岩波書店、2018年。ISBN 978-4-00431-6954。
  - (한국어) 일본 과학기술 총력전 - 근대 150년 체제의 파탄 (서의동 역)